# 14 Ceti
14 Ceti, som är stjärnans Flamsteed-beteckning, är en ensam stjärna belägen i den nordvästra delen av stjärnbilden Valfisken. Den har en skenbar magnitud på 5,84 och är svagt synlig för blotta ögat där ljusföroreningar ej förekommer. Baserat på parallaxmätning inom Hipparcosuppdraget på ca 17,3 mas, beräknas den befinna sig på ett avstånd på ca 189 ljusår (ca 58 parsek) från solen. Den rör sig bort från solen med en heliocentrisk radialhastighet på ca 11 km/s.

## Egenskaper
14 Ceti är en gul till vit stjärna i huvudserien av spektralklass F5 V. I den femte reviderade upplagan av Bright Star Catalogue klassades den av Hoffleit och Warren (1991) som en mer utvecklad underjättestjärna av spektralklass av F5 IV. Den absoluta magnituden och den effektiva temperaturen för stjärnan visar att den kommit in i Hertzsprung-klyftan, som omfattar en klass av stjärnor som har förbrukat förrådet av väte i dess kärna men ännu inte påbörjat fusion av väte i ett skal som omger centrumdelen.
Stjärnan har en massa som är ca 1,6 solmassor, en radie som är ca 2,6 solradier och utsänder från dess fotosfär ca 11 gånger mera energi än solen vid en effektiv temperatur av ca 6 600 K. Den har ett tunt konvektivt skal nära dess yta och har ett lägre överskott av element som är mer massiva än helium jämfört med solen.
14 Ceti avger röntgenstrålning med 0,33 × 1030 erg/s, vilket är i överkant för en F5-stjärna. Både korona och kromosfär hos stjärnan visar tecken på ett magnetfält, och ett ytfält med en styrka av −30 G observerades 2009. Detta gjorde den till den enda kända stjärnan mellan klasserna F0 och F7 som belagts med en Zeemaneffekt. Två möjliga förklaringar till detta fält är att den är snabbt roterande med ett dynamodrivet fält, eller att den är en tidigare Ap-stjärna. Aktivitetsegenskaperna hos stjärnan gör det mer troligt att det är det sistnämnda som gäller. Den projicerade rotationshastigheten är relativt låg, 5 km/s, men rotationen är okänd eftersom stjärnans axiella lutning inte har fastställts.]